# Blind (chanson de Korn)
Pour les articles homonymes, voir Blind.
 (juin 2024).
La mise en forme du texte ne suit pas les recommandations de Wikipédia : il faut le « wikifier ».
Les points d'amélioration suivants sont les cas les plus fréquents. Le détail des points à revoir est peut-être précisé sur la page de discussion.
- Les titres sont pré-formatés par le logiciel. Ils ne sont ni en capitales, ni en gras.
- Le texte ne doit pas être écrit en capitales (les noms de famille non plus), ni en gras, ni en italique, ni en « petit »…
- Le gras n'est utilisé que pour surligner le titre de l'article dans l'introduction, une seule fois.
- L'italique est rarement utilisé : mots en langue étrangère, titres d'œuvres, noms de bateaux, etc.
- Les citations ne sont pas en italique mais en corps de texte normal. Elles sont entourées par des guillemets français : « et ».
- Les listes à puces sont à éviter, des paragraphes rédigés étant largement préférés. Les tableaux sont à réserver à la présentation de données structurées (résultats, etc.).
- Les appels de note de bas de page (petits chiffres en exposant, introduits par l'outil «  Source ») sont à placer entre la fin de phrase et le point final[comme ça].
- Les liens internes (vers d'autres articles de Wikipédia) sont à choisir avec parcimonie. Créez des liens vers des articles approfondissant le sujet. Les termes génériques sans rapport avec le sujet sont à éviter, ainsi que les répétitions de liens vers un même terme.
- Les liens externes sont à placer uniquement dans une section « Liens externes », à la fin de l'article. Ces liens sont à choisir avec parcimonie suivant les règles définies. Si un lien sert de source à l'article, son insertion dans le texte est à faire par les notes de bas de page.
- La présentation des références doit suivre les conventions bibliographiques. Il est recommandé d'utiliser les modèles {{Ouvrage}}, {{Chapitre}}, {{Article}}, {{Lien web}} et/ou {{Bibliographie}}. Le mode d'édition visuel peut mettre en forme automatiquement les références.
- Insérer une infobox (cadre d'informations à droite) n'est pas obligatoire pour parachever la mise en page.

Pour une aide détaillée, merci de consulter Aide:Wikification.
Si vous pensez que ces points ont été résolus, vous pouvez retirer ce bandeau et améliorer la mise en forme d'un autre article.
Singles de Korn
"Chrismas Song"
(1994) "Need To"
(1995)
Blind est une chanson du groupe de nu metal américain Korn pour leur premier album éponyme. Elle est sortie comme premier single de l'album en août 1994.

## Musique et structure
Blind avait été écrit alors que Jonathan Davis était dans le groupe Sexart avant de le quitter pour rejoindre Korn.
La contribution de Korn est venue une fois qu'ils ont réenregistré la chanson pour leur premier album LP 1994. Même si la chanson a été complétée par Sexart, Korn a ajouté une intro de chanson étendue (qui est une version plus rapide de l'intro de batterie de Too Many Puppies de Primus), utilisant des cymbales de batterie, et a ajouté une petite ligne de basse. Leur ajout a fait office d'intro menant à l'intro originale composée par Sexart. En outre, Korn a appliqué un petit changement musical par rapport à la version de Sexart, qui a atterri sous les paroles du refrain vocal "I'm so blind" . Ce changement ne s'est produit qu'après l'enregistrement du LP Korn. Le morceau de musique original de SexArt était présent sur la démo de Korn Neidermayer's Mind 1993. Korn a également adapté la fin de la chanson, étant donné que la basse à la fin de la chanson cite la chanson de Cypress Hill Lick a Shot. Techniquement, la fin n’avait rien à voir avec la chanson elle-même. Jonathan Davis et son groupe de musique Korn ont utilisé cette chanson sur l'album sans créditer les auteurs-compositeurs originaux Dennis Shinn et/ou Ryan Shuck. Cependant, Dennis Shinn et Ryan Shuck ont ensuite été crédités sur l'album de compilation Greatest Hits Vol.1.

## Liste des pistes

### CD promotionnel pour la radio américaine
- CD5" ESK 6786[3]

1. "Blind" – 4:18
2. "Blind" (video) - 4:18

### Single britannique
- 10" KORN1[4]

Face A:
1. "Blind" – 4:18

Face B :
1. "Fake (Album Version) - 4:51
2. "Sean Olson (Radio Edit) - 4:45

### Promotion de la radio australienne
- CD5" SAMP 3165[5]

1. "Blind" – 4:18

## Apparences
- Certifications RIAA[6] : Refléte les ventes aux États-Unis, via Nielsen SoundScan.

KORN : "Korn (éponyme)" Korn RIAA Certifié 2 fois Platine ( Korn "Self Titled" s'est vendu à plus de 10 millions d'exemplaires dans le monde .)
KORN : « Who Then Now ? » (vidéo) RIAA Certifié 2X Platine / KORN : « Deuce (video album) » (DVD) 1 fois Platine
Family Values Tour '98 (album) : Family Values Tour '98 (DVD) (DVD) Certifié 3 fois Platine
Woodstock 1999 (album) : (vidéo RIAA Certifié 2 fois Platinum / cd - Or)
KORN: Deuce (album vidéo) Certifié Platine
KORN : "Live at Hammerstein" Live (DVD Korn) Certifié Or par la RIAA
KORN : " Live on the Other Side » (DVD) certifié RIAA Platine
KORN: " Live & Rare (album Korn) " - (DVD) Platine certifié RIAA
Family Values Tour 2006 : - (DVD) Platine certifié RIAA
KORN : " Greatest Hits, Vol. 1 (album Korn) " 2004 RIAA Certifié Platine
KORN : " MTV Unplugged (album Korn) 2007 DVD - Platine certifié RIAA
NHL 2K8 2007 : (bande originale du gameplay)
KORN : The Family Values Tour 2007 dvd/cd documenté mais inédit
Madden NFL 10 : (Bande originale du gameplay)
KORN III : Korn III : Remember Who You Are Édition spéciale iTunes (BLIND - live) 2010
KORN : The Path of Totality Tour – Live au Hollywood Palladium (cd/DVD) 2012
KORN : Family Values Festival 2013 - dvd

## Sortie et réception
La chanson est sortie en single promotionnel aux États-Unis, au Canada et en Australie, et en édition limitée en vinyle de 10 pouces au Royaume-Uni. Il figurait sur le classement alternatif canadien, le RPM Alternative 30, en novembre 1995, culminant au numéro 15.
Blind est largement considéré comme l'une des meilleures chansons du groupe. En 2019, Loudwire a classé la chanson numéro trois sur sa liste des 50 plus grandes chansons de Korn, et en 2021, Kerrang a classé la chanson numéro un sur sa liste des 20 plus grandes chansons de Korn. En mars 2023, Rolling Stone a classé Blind au 67e rang de sa liste des « 100 plus grandes chansons de heavy metal de tous les temps ».

### Performances dans les charts
| Chart (1995)                            | Position atteinte |
| --------------------------------------- | ----------------- |
| Canada Alternative 30 (RPM)             | 15                |
| US Alternative Top 50 (Radio & Records) | 49                |

## Spectacle en direct
Blind est une chanson signature de Korn ainsi qu'une chanson préférée des fans. Il est généralement joué en ouverture de concert ou en clôture de spectacle.
Après avoir quitté Korn en 2005, le guitariste Brian "Head" Welch avait également repris la chanson en live.
Davis a invité Brian "Head" Welch à rejoindre Korn sur scène et à interpréter la chanson dans Carolina Rebellion à Rockingham, en Caroline du Nord. C'était la première représentation de Welch avec Korn depuis son départ. Depuis, Welch avait rejoint Korn.
Récemment, lors de spectacles tels que le Download Festival, la chanson a ouvert le spectacle sous la forme d'un nouveau mix, avec une intro beaucoup plus courte.
Korn a donné son concert pour leur 20 ans en mars 2015, marquant la première fois l'interprétation de plusieurs chansons de leur premier album éponyme "Korn" de 1994, en direct depuis des années, notamment Daddy, Predictable et Shoots and Ladders.

## Clip musical
Le clip a été réalisé par Joseph McGinty Nichol, qui était un ami du groupe Paul Pontius, et a financé la production de sa propre poche. Korn est vu se produire devant une foule énergique dans une petite salle de scène. Un grand drapeau « Korn » est visible au fond de la scène. Il y a aussi des extraits du groupe qui traînent. La vidéo est sortie en janvier 1995.

## Version de démonstration
La première version de cette chanson avait été enregistrée sur la bande démo du groupe intitulée Neidermeyer's Mind, sortie en 1993. Il y a une légère différence entre ces versions, car la version première avait une atmosphère plus heavy metal et la version apparue sur le premier album du groupe présentait un pont stylisé hip-hop.

## Distinctions

### Kerrang!
14 décembre 2002
- 666 Songs You Must Own (contemporary metal) Top 20: No. 2
- 100 Greatest Singles Of All Time - No. 10
- The 50 Best Album Openers In Metal - No. 8[16]
- The Kerrang! 100 Albums You Must Hear Before You Die: No. 18 - Korn, Korn

### Qmagazine
- Janvier 2003 - "100 Songs That Changed The World" - No. 88
- Mars 2005 - "100 Greatest Guitar Tracks Ever!" - No. 93

### Loudwire
- 10 Best Korn Songs - No. 2[17]
- 10 Best Metal Riffs of the 90's - No.7[18]
- Best Korn Album - Readers Poll: No. 1: Korn avec la chanson "Blind"[19]